# Hash Swan
Хан Док Кван (кор. 한덕광; нар. 12 березня 1995, Сеул, Південна Корея), більш відомий під своїм сценічним псевдонімом Hash Swan (кор. 해쉬스완) — південнокорейський репер. Він був учасником Show Me the Money 5 і Show Me the Money 6. Він випустив свій перший мініальбом Hash X Kash 28 вересня 2016 року.

## Дискографія

### Мініальбоми
| Назва                                                                            | Деталі альбому                                                                                                 | Пікові позиції у чартах | Продажі                 |
| Назва                                                                            | Деталі альбому                                                                                                 | KOR                     | Продажі                 |
| -------------------------------------------------------------------------------- | --- | ----------------------- | ----------------------- |
| Hash X Kash                                                                      | - Реліз: 28 вересня 2016 - Лейбл: Holmes Records, LOEN Entertainment - Формат: CD, цифрове завантаження        | —                       | Н/Д                     |
| Shangri-La                                                                       | - Реліз: 23 лютого 2017 - Лейбл: Ambition Musik, CJ E&M - Формат: CD, цифрове завантаження                     | —                       | Н/Д                     |
| Alexandrite                                                                      | - Реліз: 21 лютого 2018 - Лейбл: Ambition Musik, CJ E&M - Формат: CD, цифрове завантаження                     | 38                      | - Південна Корея: 1,043 |
| Peridot                                                                          | - Реліз: 29 березня 2019 - Лейбл: Ambition Musik, Stone Music Entertainment - Формат: CD, цифрове завантаження | —                       | Н/Д                     |
| «—» релізи, що не потрапили у чарти або не були випущені у відповідних регіонах. | |                         |                         |

### Сингли
| Назва                                                                                          | Рік                    | Пікові позиції у чартах | Продажі (DL)              | Альбом                 |
| Назва                                                                                          | Рік                    | KOR                     | Продажі (DL)              | Альбом                 |
| Як головний виконавець                                                                         | Як головний виконавець | Як головний виконавець  | Як головний виконавець    | Як головний виконавець |
| ---------------------------------------------------------------------------------------------- | ---------------------- | ----------------------- | ------------------------- | ---------------------- |
| «Vacation»                                                                                     | 2016                   | —                       | Н/Д                       | Hash X Kash            |
| «Daily Look» feat. Silly Boot                                                                  | 2017                   | —                       | Н/Д                       | Shangri-La             |
| «I Like Girls» (난여자가너무좋아) feat. Silly Boot                                             | 2017                   | —                       | Н/Д                       | Shangri-La             |
| «Ma$himaro»                                                                                    | 2017                   | —                       | Н/Д                       | Сингл без альбому      |
| «Wang Like Alexander» (알렉산더처럼 왕)                                                        | 2018                   | —                       | Н/Д                       | Alexandrite            |
| «Arrow» Feat. Skinny Brown                                                                     | 2019                   | —                       | Н/Д                       | Peridot                |
| «High Beam» Feat. Swervy                                                                       | 2019                   | —                       | Н/Д                       | Peridot                |
| Колаборації                                                                                    |                        |                         |                           |                        |
| «Dokkaebi» (도깨비) з Flowsik, Hash Swan, Boi B & ₩uNo                                         | 2016                   | 25                      | - Південна Корея: 120,785 | Show Me the Money 5    |
| «Ay» with DKash feat. Silly Boot                                                               | 2016                   | —                       | Н/Д                       | Сингл без альбому      |
| «Yozm Gang» (요즘것들) with Hangzoo, Young B, Killagramz feat. Zico, Dean                      | 2017                   | 5                       | - Південна Корея: 562,203 | Show Me the Money 6    |
| «S.M.T.M (Show Me The Money)» з Sleepy, Olltii, Penomeco, Punchnello, Black Nine, Dok2, Ignito | 2017                   | 82                      | - Південна Корея: 45,420  | Show Me the Money 6    |
| «No Switchin' Sides» з Dok2, The Quiett, Kim Hyo-eun, Changmo                                  | 2017                   | —                       | Н/Д                       | Сингли поза альбомом   |
| «BAND» з Changmo, Ash Island, Keem Hyo-eun                                                     | 2019                   | 30                      | Н/Д*                      | Сингли поза альбомом   |
| «Beer» (비워) з Changmo, Ash Island, Keem Hyo-eun, Leellamarz, The Quiett                      | 2019                   | 43                      | Н/Д*                      | Сингли поза альбомом   |
| «—» релізи, що не потрапили у чарти або не були випущені у відповідних регіонах.               |                        |                         |                           |                        |